# 페터 휘를리만
페터 휘를리만(독일어: Peter Hürlimann, 1958년 10월 22일 ~ )은 스위스의 핸드볼 선수로 포지션은 골키퍼이다. 1984년 하계 올림픽에 스위스 대표팀의 일원으로 참가하였다. "푸프(Pfupf)"라는 별명으로 잘 알려져 있다.